# Wodna Skała (Dolina Brzoskwinki)
Wodna Skała – skała w lewych zboczach Doliny Brzoskwinki w miejscowości Chrosna w województwie małopolskim, w powiecie krakowskim, w gminie Liszki. Pod względem geograficznym znajduje się na Garbie Tenczyńskim (część Wyżyny Krakowsko-Częstochowskiej) w obrębie Tenczyńskiego Parku Krajobrazowego.
Jest to największy masyw skalny w Dolinie Brzoskwinki. Znajduje się w lesie, po lewej stronie Diablej Skały, na terenie prywatnym, tuż obok domów. Wspinaczka na niej wymaga zgody właściciela. Skała ma wysokość do 20 m, potężny okap, ściany połogie, pionowe lub przewieszone z filarami, kominami i zacięciami. Są na niej 50 drogi wspinaczkowe, w tym 9 projektowanych. Wszystkie są trudne i ekstremalnie trudne – od VI- do VI.6+ w skali Kurtyki. Mają wystawę zachodnią, północną, wschodnią, południową, południowo-wschodnią i pełną asekurację – ringi (r) i stanowiska zjazdowe (st) lub ringi zjazdowe (rz).

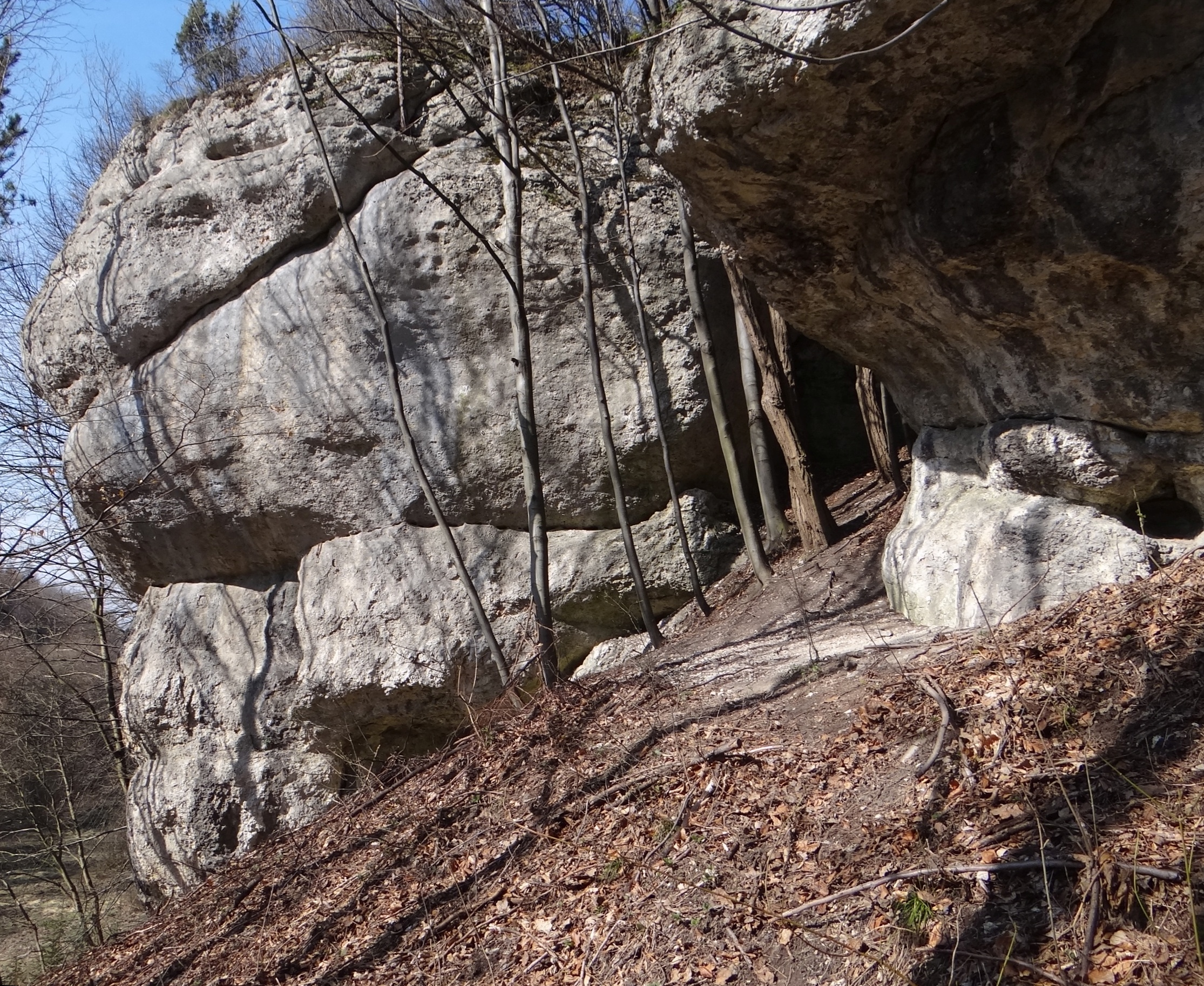
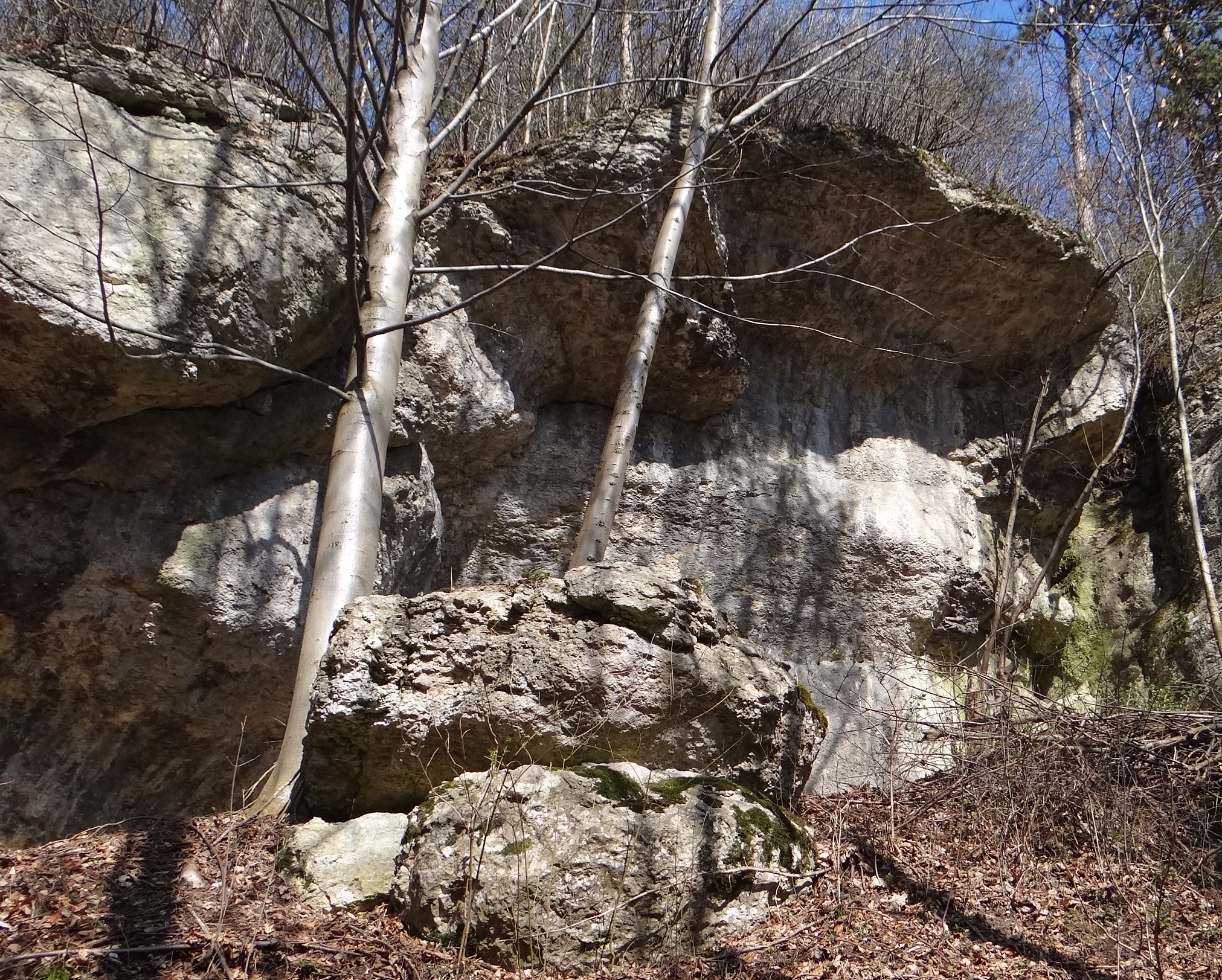
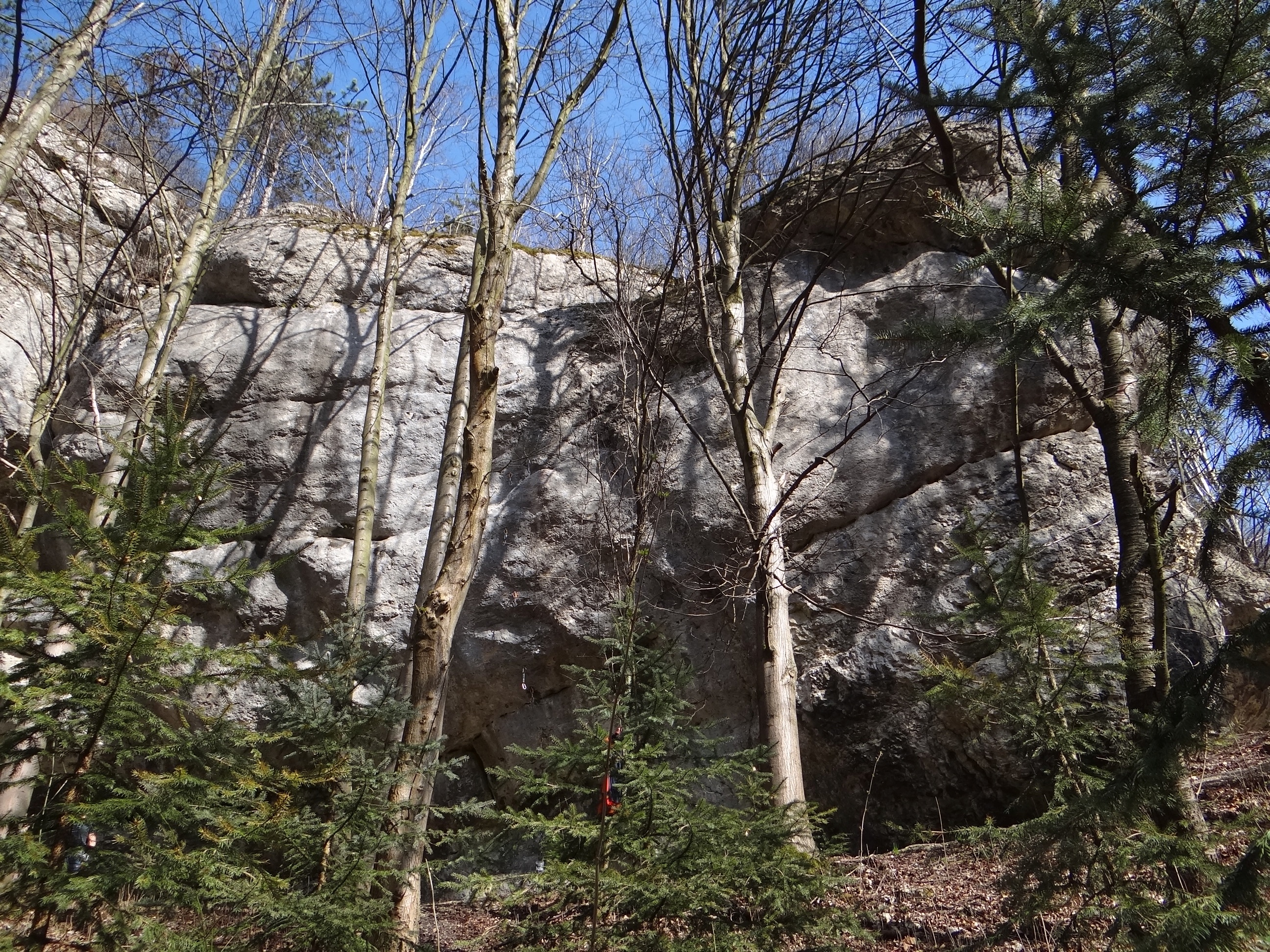
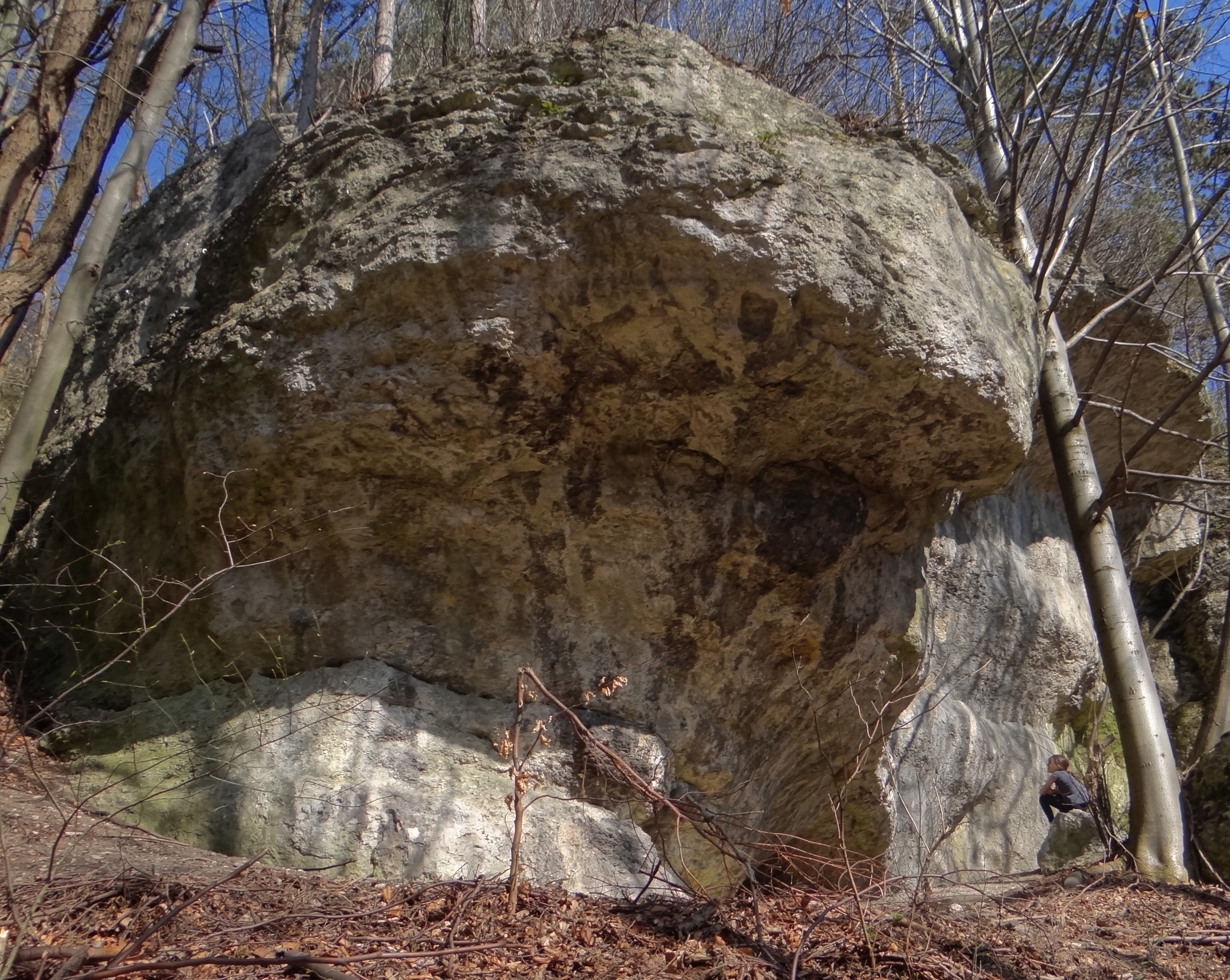
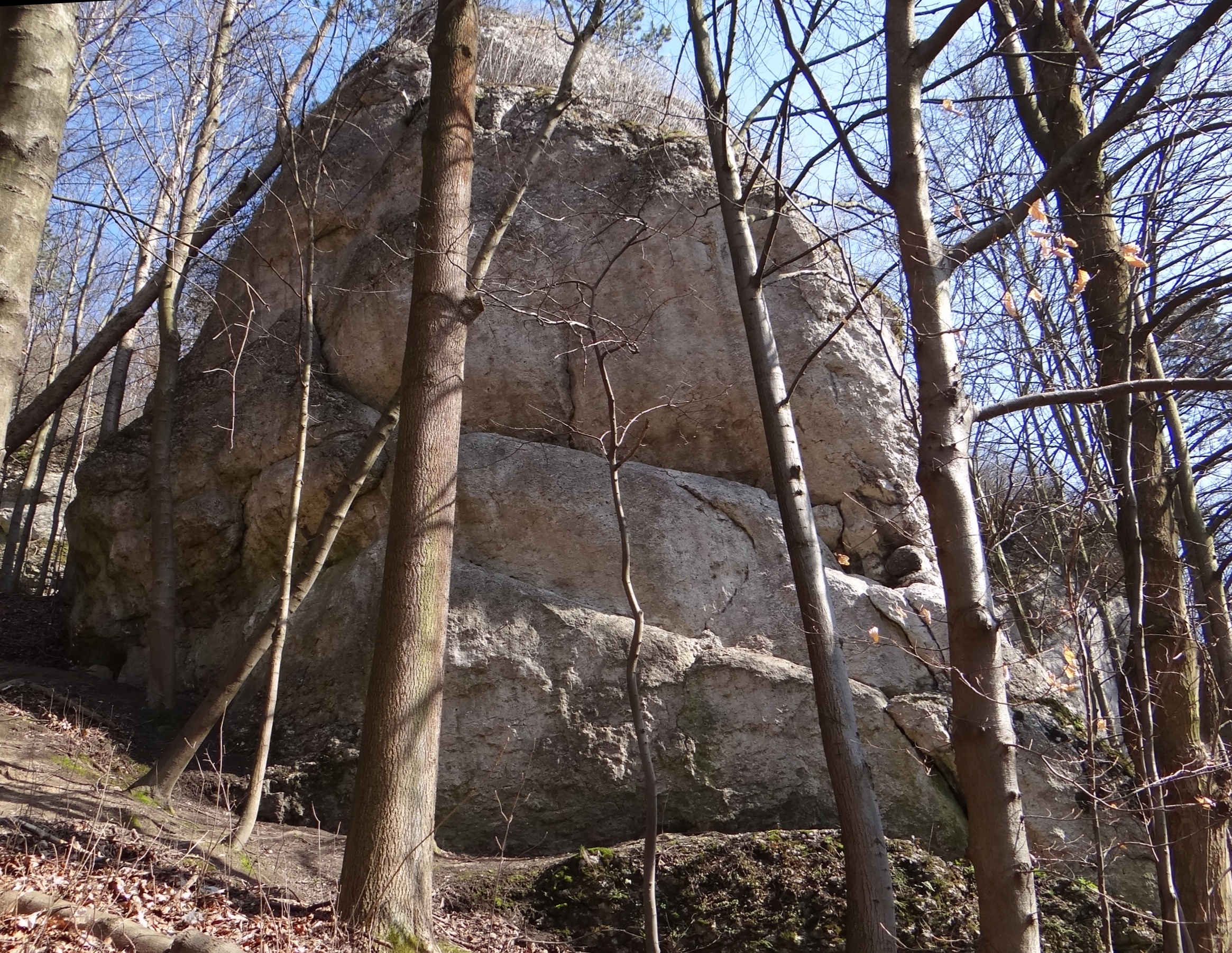

## Drogi wspinaczkowe
Wodna Skała ściana wschodnia
1. Bultarga; 3r + st, VI.1, 7 m
2. Dwa plus pies; 3r + st, VI.2+, 7 m
3. Niewalczyk; 3r + rz, VI.4, 7 m
4. Reformator; 3r + rz, VI.4, 8 m
5. Triki na start; 3r + rz, VI.3, 8 m
6. Bifurkacja; st, VI+, 8 m
7. Zwodna; 3r + st, VI+, 8 m
8. Plan zatykania trąby; 4r + st, VI.3+, 8 m
9. Ryba lufa; 3r + rz, VI.2+, 8 m
10. Ludzie złych profesji; 3r + rz, 8 m

Wodna Skała, ściana północna
1. Pole kapusty; 6r + rz, VI-, 14 m
2. Pole kapusty direct; 6r + rz, VI.2, 14 m
3. Jeździec waleni; 6r + rz, VI.1 0.00, 14 m
4. Warunki brzegowe; 5r + st, VI+, 14 m
5. Żyła wodna; 6r + st, VI, 14 m
6. Aquafobia; 6r + st, VI.3+, 13 m
7. Historia podwodna; 5r + st, VI.4, 12 m
8. Torpedo los!; 5r + st, VI.3/3+, 11 m

Wodna Skała, ściana zachodnia
1. Hydrofor; 5r + st VI.2+, 12 m
2. Zabij mnie śmiechem; 6r + st, VI.3, 20 m
3. Esoflores Wisły; 8r + st, VI.2, 20 m
4. Projekt; 7r + st, 20 m
5. Projekt; 8r + st, 20 m
6. Jamochłon; 3r + st, 9 m
7. Oczyszczalnia ścieków; 2r + st, VI.1, 8 m
8. Sam San; 3r + st VI, 8 m
9. San do Cannes; 9r + st, VI.3, 22 m
10. Projekt; st, 20 m
11. Urynoterapia; 8r + st VI.4, 20 m
12. Pisuar pełen marzeń; 8r + st, VI.5, 20 m
13. Projekt; st, 20 m
14. Projekt; rz, 20 m
15. Miniwszechświaty; 7r + st, 20 m
16. Mieszane uczucia; 7r + st, 20 m
17. Jeszcze nie zginęła...; 7r + st, VI.6+, 20 m
18. Projekt (Saturator); 6r + st, 20 m
19. Bodenplatte; 7r + st, VI.6, 20 m
20. Wachta na Dniestrze; 7r + st, VI.5+/6, 20 m
21. Hippocampus; 7r + st, VI.4+, 20 m

Wodna Skała, ściana południowa
1. Moss destroyer; 6r + st, VI.5+/6, 18 m
2. Projekt; 2r, 18 m
3. Projekt; 7r + st, 18 m
4. Projekt; 7r + st, 18 m
5. Obraz spoza ramy; 6r + st, 18 m
6. Wodolot; 4r + st, VI.5+, 17 m
7. Siła Coriolisa; 4r + st, VI.4+ 16 m
8. Umywalka; 3r + st, VI.3+, 8 m
9. Kiblonurek; 3r + st, VI.3, 8 m
10. Rów Mariański; 3r + st VI+, 8 m
11. Ostatni brzeg; 4r + st, VI.1+, 8 m[3].